# Dorogháza
Dorogháza è un comune dell'Ungheria di 1.266 abitanti (dati 2001). È situato nella contea di Nógrád.